# Маяк (сімейство ракет-носіїв)
«Маяк» — сімейство ракет космічного призначення легкого класу, що нині розробляється в КБ "Південне" (Дніпро, Україна). У цей час сімейство ракет космічного призначення знаходиться на етапі концептуального опрацювання.
Все сімейство ракетоносіїв буде орієнтовано на глобальний ринок космічних запусків. Важкі КРК можуть використовуватися як платформа для складання складних систем на геостаціонарній орбіті, система може мати попит на міжнародній арені.
КБ «Південне» спочатку представило свої пропозиції щодо сімейства легких ракет-носіїв Маяк в середині 2000-х. У червні 2005 року масштабні моделі з трьох версій ракет «Маяк», з назвами «Маяк-12», «Маяк-22» і «Маяк-23», були представлені на Паризькому авіасалоні в Ле-Бурже. Пізніше відбулася зміна кардинальна концепції.

## Опис
Спочатку не планувалося використання уніфікованих блоків у сімействі, однак в 2009—2010 рр. перейшли до концепції, подібної до системи EELV, «Ангара» та ін. Ракети-носії розробляються на основі та в прив'язці до технологій, що освоєні при виготовленні ступенів ракет і ракет-носіїв попередніх розробок КБ "Південне".
Перші ступені кожної серії носіїв використовують елементи перших ступенів серійних ракет-носіїв типу «Зеніт-2», «Циклон-4», «Антарес» та ін.
Базова концепція щодо маршових двигунів ступенів передбачає використання для всіх варіантів РКП всього трьох типів:
- двигун РД-801 з рівнем тяги у вауумі 142,2 тс — для других ступенів. Двигун розробляється в КБ "Південне" на основі досвіду створення власних РРД і супроводу в розробці і виробництві багатьох зразків двигунів на ВО «Південний машинобудівний завод ім. О. М. Макарова», які були спроектовані іншими організаціями;
- двигун однокамерний РД-810 з рівнем тяги 194,2 на рівні землі та 211,3 у вакуумі.
- модифікації двигуна РД-8 з другого ступеня РКП «Зеніт-2», доопрацьованого для нових умов застосування (щільніше компонування ДУ, багаторазове включення в умовах невагомості тощо).

Як компоненти палива маршових двигунів ступенів використовуються екологічно безпечні паливні компоненти: рідкий кисень + гас.
З урахуванням того, що проект орієнтований на запуски зі стартових майданчиків, що розміщуються на закордонних космодромах, планується застосування як пального широко використовуваних у всьому світі авіаційних марок гасу.
Сімейство носіїв, після повного запуску у виробництво, дозволить виводити на орбіти вантажі масою від 8 до 70 тон.

## Перспективне сімейство
Сімейство, їх облік та характеристики змінюються з плином ідей, часу та кон'юнктури ринку засобів виведення вантажів на орбіту. Точна нумерація носіїв сімейства наразі невідома. Залежно від належності до класу вантажопідйомності, може бути:
- Маяк–L LV – КН =  8.4 т.
- Маяк-М LV – КН = 14.5 т.
- Маяк-Н LV – КН =  21 т.
- Маяк-SH LV – КН = 42.4 т.

Найважча модифікація Маяк-SH LV передбачає створення надважкого носія шляхом використання бічних прискорювачів на основі розробок по носіях «Зеніт-2», «Антарес» та «Циклон-4». Версія РКП «Маяк-33-4Т» зможе вивести на орбіту приблизно 70 т. на LEO.

## Реалізація проекту
В рамках створення носіїв «Антарес», «Циклон-4», а також модернізації носія «Зеніт-2» було відпрацьовано ряд технологій, які передбачається використовуватися в нових носіях сімейства. 
РКК Енергія виступила з пропозицією спільного створення ракети космічного призначення «Співдружність», яка в значній мірі може опиратися на надважку версію РКП «Маяк-33-4Т».